# Ramphocelus sanguinolentus
A Ramphocelus sanguinolentus  a madarak osztályának verébalakúak (Passeriformes) rendjébe és a tangarafélék (Thraupidae) családjába tartozó faj.

## Rendszerezése
A fajt René Primevère Lesson francia orvos és ornitológus írta le 1831-ben, a Tanagra nembe Tanagra (Tachyphonus) sanguinolentus néven.

## Alfajai
- Ramphocelus sanguinolentus apricus (Bangs, 1908)
- Ramphocelus sanguinolentus sanguinolentus (Lesson, 1831)[2]

## Előfordulása
Mexikó, Belize, Costa Rica, Guatemala, Honduras, Nicaragua és Panama területén honos. Természetes élőhelyei a szubtrópusi és trópusi síkvidéki erdők és cserjések, valamint ültetvények és másodlagos erdők. Állandó, nem vonuló faj.

## Megjelenése
Testhossza 17 centiméter, testtömege 35–48 gramm.
|  |

## Életmódja
Mindenevő, gyümölcsökkel és rovarokkal táplálkozik.

## Természetvédelmi helyzete
Az elterjedési területe nagyon nagy, egyedszáma pedig stabil. A Természetvédelmi Világszövetség Vörös listáján nem fenyegetett fajként szerepel.